# Conus cazalisoi
Conus cazalisoi é uma espécie de caracol marinho, um molusco gastrópode marinho na família Conidae. Estes caracóis são predatórios e venenosos. Eles são capazes de "picar" os humanos.

## Distribuição
Esta espécie marinha pode ser encontrada ao redor das ilhas do Cabo Verde.